# گروف (آلمان)
گروف (به آلمانی: Grove) یک شهر در آلمان است که در هرتسوگتوم لاونبورگ واقع شده‌است.
 گروف  ۲۵۲ نفر جمعیت دارد.